# Port lotniczy Ouahigouya
Port lotniczy Ouahigouya – międzynarodowy port lotniczy położony w Ouahigoui, w Burkinie Faso.